# Circle Regenerated
Albums de Norther
N
(2008)
Circle Regenerated est le sixième et dernier album studio en date du groupe de death metal mélodique finlandais Norther. L'album est sorti le 18 avril 2011 sous le label Century Media Records.
C'est le premier album de Norther enregistré avec le nouveau chanteur Aleksi Sihvonen, remplaçant le précédent chanteur/guitariste Petri Lindroos, qui a quitté le groupe pour se concentrer sur son autre groupe : Ensiferum.

## Liste des titres
1. "Through It All" - 3:48
2. "The Hate I Bear" - 4:06
3. "Truth" - 4:04
4. "Some Day" - 4:49
5. "Break Myself Away" - 4:06
6. "Believe" - 4:23
7. "Falling" - 4:21
8. "We Do Not Care" - 4:16
9. "The Last Time" - 4:16
10. "Closing In" - 5:49

## Crédits

### Membres du groupe
- Aleksi Sihvonen − chanteur principal
- Kristian Ranta − guitare, vocals
- Daniel Freyberg − guitare, vocals
- Heikki Saari − batterie
- Jukka Koskinen − Basse
- Tuomas Planman − Synthétiseur

### Production
- Enregistré et produit par Anssi Kippo au Astia Studios.